# Geografia de Tuvalu

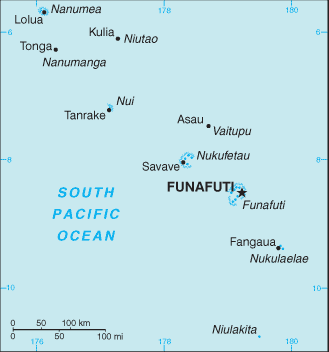
Mapa de Tuvalu

Tuvalu é um grupo de nove atóis coralinos que se estendem ao longo de 560 km, de noroeste a sudeste, situadas na Polinésia, numa área marítima de 1 060 000 km². Ligeiramente ao sul do equador, o arquipélago está situado a cerca de 4000 km a nordeste da Austrália, ao sul das Ilhas Gilbert, localizado aproximadamente a 8º S, 178º E. 
O seu ponto mais alto só tem 5 m de altitude.